# Rečica ob Savinji
Rečica ob Savinji (em alemão:  Riez) é um município da Eslovênia. A sede do município fica na localidade de mesmo nome.